# Нижняя Пустынь
Нижняя Пустынь — деревня в Грязовецком районе Вологодской области.
Входит в состав Вохтожского муниципального образования, с точки зрения административно-территориального деления — в Вохтогский сельсовет.
Расстояние по автодороге до районного центра Грязовца — 66 км, до центра муниципального образования Вохтоги — 6 км. Ближайшие населённые пункты — Верхняя Пустынь, Михалково, Строево.
По переписи 2002 года население — 1 человек.